# Серцова Валентина Германівна
Серцова Валентина Германівна — радянський і український художник.

## Біографічні відомості
Народ. 22 жовтня 1952 р. в Києві. Закінчила Київський художній інститут (1977).
Працює на студії «Укранімафільм». 
Член Національної Спілки кінематографістів України.
Померла 9 серпня 2022.

## Фільмографія
Художник-постановник мультфільмів: 
- «Пригоди капітана Врунгеля» (1977—1979)
- «Секрет приворотного зілля» (1980)
- «Сезон полювання» (1981)
- «Країна Лічилія» (диплом кінофестивалю «Молодість» «За цікаве зображальне вирішення», 1982)
- «Дерево і кішка» (1983)
- «Було скучно...» (1991)
- «Сім мам Семена Синєбородька» (1992)
- «Історія одного Поросятка» (1994)
- «Бридке каченя» (1996)
- «Віслюкова шкура» (1997)
- «Нещастя Софі» (1997)
- «Коп і Штик. Завзяті кроти» (2006)
- «Лежень» (2013) та ін.